# Simsala Grimm
A Simsala Grimm német televíziós rajzfilmsorozat. Németországban az első évadot 1999 és 2001 között, majd a második évadot 2010 és 2011 között a KiKA sugározta. Magyarországon a Duna Televízió és a Minimax mutatta be. 2021-től a TV2 Kids vetíti Grimm-mese címen.

## Magyar hangok
| Szereplő     | Eredeti hang             | Magyar hang                                                   |
| ------------ | ------------------------ | ------------------------------------------------------------- |
| Jojó         | Hubertus von Lerchenfeld | Bardóczy Attila                                               |
| Doktor Kroki | Jörg Stuttmann           | Harsányi Gábor                                                |
| Mesélő       | Bert Franzke             | Szélyes Imre                                                  |
| Bemondóhang  | -                        | Bordi András (1. és 2. évadban) Kovács M. István (3. évadban) |

- További szereplők (első-két évadban): Bácskai János, Besenczi Árpád, Bicskey Lukács, Bokor Ildikó, Borbiczki Ferenc, Bozsó Péter, Crespo Rodrigo, Csuha Lajos, Czető Roland, Dévai Balázs, Gruber Hugó, Gyimesi Pálma, Győri Ilona, Halász Aranka, Holl Nándor, Horkai János, Imre István, Incze József, Izsóf Vilmos, Kassai Ilona, Kisfalussy Bálint, Kisfalvi Krisztina, Kiss Erika, Kiss Eszter, Koffler Gizi, Koncz István, Kőszegi Ákos, Majsai-Nyilas Tünde, Málnai Zsuzsa (Heidi, a kecskemama), Maros Gábor, Melis Gábor, Mics Ildikó, Molnár Ilona, Orosz Anna, Palóczy Frigyes, Papp János, Pusztai Péter, Rudas István, Schnell Ádám, Selmeczi Roland, Seszták Szabolcs, Simon Eszter, Szalay Imre, Széles Tamás, Szélyes Imre, Szokol Péter, Tóth Judit, O. Szabó István, Törtei Tünde, Varga Tamás, Várday Zoltán, Végh Ferenc, Végh Péter, Zsigmond Tamara
- További szereplők (3. évadban): Baráth István, Berkes Bence, Berzsenyi Zoltán, Bodrogi Attila, Bolla Róbert, Csuha Bori, Dányi Krisztián, Előd Álmos, Farkasinszky Edit, Forgács Gábor, Halász Aranka, Hermann Lilla, Holl Nándor, Joó Gábor, Kajtár Róbert, Kapácsy Miklós, Karácsonyi Zoltán, Kerekes József, Kocsis Mariann, Koffler Gizi, Lamboni Anna (Szépség), Láng Balázs, Maday Gábor, Markovics Tamás, Mezei Kitty, Minárovits Péter (Aladdin), Molnár Ilona, Molnár Levente, Moser Károly, Némedi Mari, Németh Gábor, Orosz István, Papucsek Vilmos, Pálmai Szabolcs, Pekár Adrienn, Pusztaszeri Kornél, Seder Gábor, Szabó Máté, Szabó Zselyke, Uri István, Vadász Bea, Vári Attila, Versényi László

## Epizódok

### 1. évad (1999)
1. A vitéz szabócska (Das tapfere Schneiderlein)
2. Hüvelyk Matyi (Der Däumling)
3. Jancsi és Juliska (Hänsel und Gretel)
4. A farkas és a hét kisgida (Der Wolf und die sieben Geißlein)
5. Az ördög három aranyhajszála (Der Teufel mit den drei goldenen Haaren)
6. A 6 szolga (Die sechs Diener)
7. Tolvajok királya (Der Meisterdieb)
8. Az aranyhajú lány (Rapunzel)
9. Rigócsőr király (König Drosselbart)
10. A félelem haszna (Von einem, der auszog, das Fürchten zu lernen)
11. A tűzmanó (Rumpelstilzchen)
12. Csizmás kandúr (Der gestiefelte Kater)
13. Fivér és nővér (Brüderchen und Schwesterchen)

### 2. évad (2000)
1. A brémai muzsikusok (Die Bremer Stadtmusikanten)
2. Piroska és a Farkas (Rotkäppchen)
3. Terülj, terülj, asztalkám! (Tischlein deck dich)
4. Hűséges John (Der treue Johannes)
5. A kristálygolyó (Die Kristallkugel)
6. A kék lámpás (Das blaue Licht)
7. Hamupipőke (Aschenputtel)
8. Hófehérke (Schneewittchen)
9. Csipkerózsika (Dornröschen)
10. A vadhattyúk (Die sechs Schwäne)
11. A két hercegkisasszony (Die Gänsehirtin am Brunnen)
12. A békakirály (Der Froschkönig)
13. A libapásztorlány (Die Gänsemagd)

### 3. évad (2010)
1. Az égig érő paszuly (Hans und die Bohnenranke)
2. A bundás teremtmény (Allerleirauh)
3. A nyúl és a sün (Der Hase und der Igel)
4. Öreg Szultán (Der alte Sultan)
5. Holle Anyó (Frau Holle)
6. A három kismalac (Die drei kleinen Schweinchen)
7. A négy ügyes fivér (Die vier kunstreichen Brüder)
8. A varázslóviszály (Der Zauberer Wettkampf)
9. A fülemüle (Die Nachtigall)
10. A szépség és a szörnyeteg (Die Schöne und das Biest)
11. A tizenkét hercegnő (Die zertanzten Schuhe)
12. Hans (Hans im Glück)
13. A kis Mukk (Der kleine Muck)
14. Aranyfürtöcske és a három medve (Goldlöckchen und die drei Bären)
15. Aladdin és a csodalámpa (Aladin und die Wunderlampe)
16. A gólyakalifa (Kalif Storch)
17. A dobos (Der Trommler)
18. Hófehérke és Rózsapiros (Schneeweißchen und Rosenrot)
19. Medvebőr (Der Bärenhäuter)
20. A kis hableány (Die kleine Meerjungfrau)
21. Pinokkió (Pinocchio)
22. Vas Jankó (Der Eisenhans)
23. A császár új ruhája (Des Kaisers neue Kleider)
24. Jorinda és Joringel (Jorinde und Joringel)
25. A dalos pacsirta (Das singende springende Löweneckerchen)
26. A három toll (Die drei Federn)